# Cephalaeschna aritai
Cephalaeschna aritai – gatunek ważki z rodziny żagnicowatych (Aeshnidae).